# Gustav Adolf Neuber
Gustav Adolf Neuber (Tønder, 24 giugno 1850 – Kiel, 13 aprile 1932) è stato un chirurgo tedesco.

## Biografia
Studiò medicina in diverse università, ricevendo il suo dottorato nel 1875 presso l'Università di Giessen. Successivamente lavorò come assistente di Friedrich von Esmarch (1823-1908) presso la Clinica Universitaria di Kiel.
Nel 1884 propose per la prima volta l'uso di sale operatorie separate per la chirurgia settica e non settica, sottolineando la necessità di una completa pulizia in tutti gli aspetti della chirurgia. Nel 1886, aprì il proprio ospedale privato a Königsweg a Kiel, dove attuò i moderni principi di asepsi. La clinica di Neuber a Kiel fu considerato il primo ospedale asettico del mondo.
Nel 1879 sviluppò un "tubo osseo decalcificato" per il drenaggio della ferita. Nel campo della chirurgia plastica, ha introdotto una procedura per "autoinnesto grasso".

## Opere
- Anleitung zur Technik der antiseptischen Wundbehandlung und des Dauerverbandes, 1883.
- Vorschläge zur Beseitigung der Drainage für alle frischen Wunden, 1884.
- Die aseptische Wundbehandlung in meinen chirurgischen Privat-Hospitälern, 1886.[4]